# Delos Thurber
Delos Packard Thurber (né le 23 novembre 1916 à Los Angeles et décédé le 12 mai 1987 à San Diego) est un athlète américain spécialiste du saut en hauteur. Licencié à l'USC Trojans, il mesure 1,88 m pour 73 kg.

## Biographie

### Palmarès
| Date | Compétition                          | Lieu             | Résultat | Performance |
| ---- | ------------------------------------ | ---------------- | -------- | ----------- |
| 1936 | Sélections olympiques des États-Unis | Randall's Island | 3e       | 1,98 m      |
| 1936 | Jeux olympiques d'été                | Berlin           | 3e       | 2,00 m      |

### Records
| Épreuve         | Performance | Lieu     | Date         |
| --------------- | ----------- | -------- | ------------ |
| Saut en hauteur | 2,019 m     | Columbus | 13 juin 1916 |